# Jamesdicksonia festucae
Jamesdicksonia festucae är en svampart som beskrevs av Vánky 2004. Jamesdicksonia festucae ingår i släktet Jamesdicksonia och familjen Georgefischeriaceae.   Inga underarter finns listade i Catalogue of Life.